# Блестящий муравей-малютка
Блестящий муравей-малютка, или муравей блестящий (лат. Formicoxenus nitidulus, англ. Shining Guest Ant) — вид рода Formicoxenus трибы Formicoxenini из подсемейства Myrmicinae (Formicidae). 

## Распространение
Европа: Австрия, Беларусь, Бельгия, Болгария, Великобритания, Дания, Германия, Голландия, Испания, Италия, Латвия, Литва, Норвегия, Польша, Россия, Румыния, Словакия, Украина,Финляндия, Франция, Чехия, Швейцария, Швеция, Эстония, Югославия.

## Описание
Мелкие блестящие муравьи размером 2-3 мм. Обитают в гнёздах более крупных муравьёв, например, Formica aquilonia и Formica lugubris.

## Таксономия

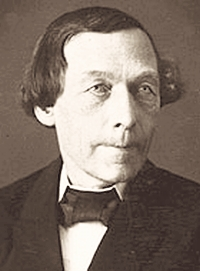
Профессор Вильям Нюландер (William Nylander, 1822—1899) в 1846 году впервые описал этот вид

Вид был первоначально описан под названием Myrmica nitidula (Nylander, 1846) (по рабочим особям из Финляндии, самки описаны в 1849, а самцы в 1855 году). В род Formicoxenus выделены позднее (Mayr, 1855).

## Красная книга
Эти муравьи включены в «Красный список угрожаемых видов» (англ. IUCN Red List of Threatened Animals) международной Красной книги Всемирного союза охраны природы (The World Conservation Union, IUCN) в статусе Vulnerable D2 (таксоны в уязвимости или под угрозой исчезновения).